# Acantholeria armipes
Acantholeria armipes är en tvåvingeart som först beskrevs av Friedrich Hermann Loew 1862.  Acantholeria armipes ingår i släktet Acantholeria och familjen myllflugor. Inga underarter finns listade i Catalogue of Life.